# Sudharmia
Genre
Sudharmia est un genre d'araignées aranéomorphes de la famille des Liocranidae.

## Distribution
Les espèces de ce genre sont endémiques de Sumatra en Indonésie.

## Liste des espèces
Selon World Spider Catalog (version 17.5, 03/10/2016) :
- Sudharmia beroni Deeleman-Reinhold, 2001
- Sudharmia pongorum Deeleman-Reinhold, 2001
- Sudharmia tridenticula Dankittipakul & Deeleman-Reinhold, 2012

## Publication originale
- Deeleman-Reinhold, 2001 : Forest spiders of South East Asia: with a revision of the sac and ground spiders (Araneae: Clubionidae, Corinnidae, Liocranidae, Gnaphosidae, Prodidomidae and Trochanterriidae. Brill, Leiden, p. 1-591.